# Equipo de Fed Cup de Gran Bretaña
El Equipo británico de Copa Billie Jean King es el representativo de Gran Bretaña en la máxima competición internacional a nivel de naciones del tenis femenino. y es gobernado por la Lawn Tennis Association.

## Historia
Gran Bretaña compitió por primera vez en la Fed Cup en 1963. Ha sido finalista en 4 ocasiones.